# Stefan Gallius
Stefan Gallius, född i Stockholm, död 8 september 1647 i Stockholm, var en svensk präst.

## Biografi
Stefan Gallius föddes i Stockholm och var 1630 huspredikant hos rikskanslern Axel Oxenstierna. Han blev samma år garnisonspastor i Elbingen och stannade fram till 1631. Gallius avlade magisterexamen i Magdeburg 1633 och blev samma år åter huspredikant hos Oxenstierna. Den 13 augusti 1634 blev han politices lektor i Åbo. Han blev kort därpå hovpredikant och biträde Johannes Matthiæ i Drottning Kristinas undervisning. Han utnämndes 27 september 1639 till kyrkoherde i Vallentuna församling, tillträde inte tjänsten då domkyrkosysslomannen Johannes Nybelius redan utnämnts av Uppsala domkapitel. Gallius blev 1644 kyrkoherde i Klara församling, tillträde 1 maj 1645 och var även från 25 februari 1645 kyrkoherde i Bromma församling, tillträde 1 maj 1645. Gallius drunknade tillsammans med två av sina barn i Ulvsundasjön 1647. De var på väg från Bromma till Stockholm. Han begravdes 15 september samma år.

## Familj
Gallius gifte sig första gången med Margareta Theusdotter (död 1642). Hon var dotter till rådmannen Theus Larsson och Gertrud Birgersdotter i Vadstena. De fick tillsammans en dotter. Gallius gifte sig andra gången med Maria Nilsdotter. De fick tillsammans två barn.

### referenser
1. 1 2 3 4 5 6 7 8 9 10 11 12  Gunnar Hellström, Stockholms stads herdaminne från reformationen intill tillkomsten av Stockholms stift : Biografisk matrikel, 1951, s. 310-311, läst: 22 november 2021.[källa från Wikidata]
2. 1 2  Hellström, Gunnar (1951). Stockholms stads herdaminne från reformationen intill tillkomsten av Stockholms stift: biografisk matrikel. Monografier / utgivna av Stockholms kommunalförvaltning ; [11]. Stockholm: Stockholms kommunförvaltning. sid. 310-311. Libris 24465. https://runeberg.org/sthlmherd/0311.html